# Johann Gottfried Arnold
Johann Gottfried Arnold (Niedernhall, 1773 - 1806) fou un violinista i compositor alemany.
Es distingí per la seva precocitat. Després de viatjar per Alemanya i Suïssa, entrà en el teatre Reial de Frankfurt.
Potser intuint que moriria molt jove (33 anys) treballà molt i fou molt fecund, i entre les seves obres cal citar:
- Simfonia concertant per a dues flautes amb acompanyament d'orquestra.
- Andante per a dues flautes amb acompanyament de violins.
- Concerts per a violoncel.
- Composicions per a guitarra.
- Temes amb variacions per a violoncel.
- Marxes, danses i Duets per a guitarra i violí.